# Škoda Octavia (1959)
Škoda Octavia je osobní automobil nižší střední třídy s dvoudveřovou podvozkovou karosérií, který vznikl modernizací vozů Škoda 440 respektive Škoda 445 též známého pod názvem Spartak. Výroba Octavií byla zahájena v roce 1959. Vozy s karosérií tudor byly vyráběny do roku 1964, verze kombi vznikala v závodě Kvasiny až do roku 1971. Celkem bylo vyrobeno asi 286 000 vozů všech verzí.

## Historie
Po úspěšném modelu Škoda 440, který zaznamenal ohlas i v zahraničí, se vedení automobilky Škoda rozhodlo pokračovat vozidlem postaveným na jeho základu. Vznikla tak Škoda Octavia. Vůz byl na první pohled velmi podobný svému předchůdci, protože karosérie zůstala až na určité detaily, jako jsou přední maska, zadní světlomety apod., prakticky nezměněna. Uvnitř se však nacházelo hned několik nových prvků.

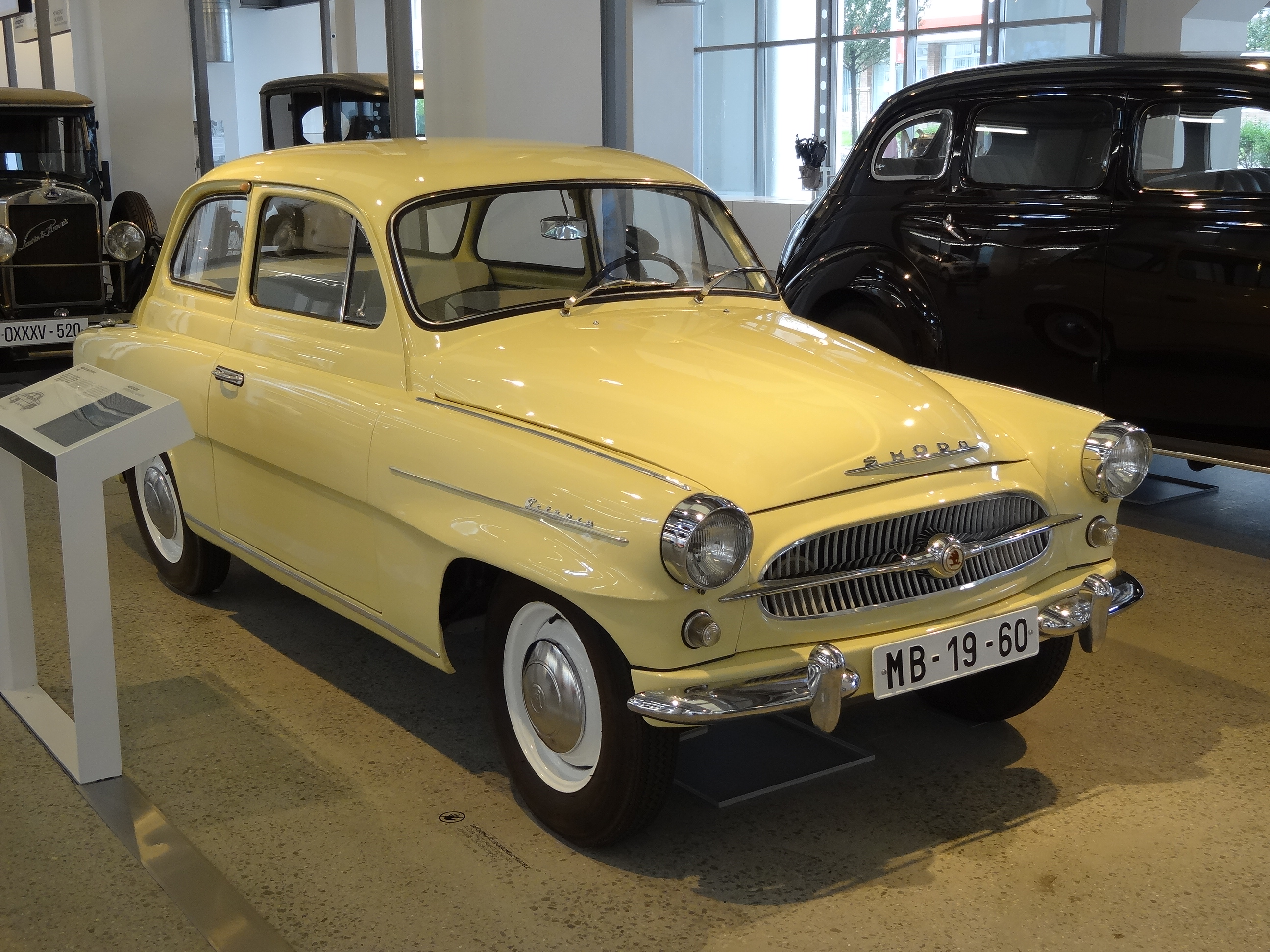
Škoda Octavia, model 1959

Prvním novým prvkem je řešení přístrojové desky, která je nyní plošší a přehlednější. Druhým novým prvkem byla zcela přepracovaná přední náprava, která již nebyla odpružena příčným listovým perem, ale vinutými pružinami. To mělo za následek zlepšení jízdních vlastností a současně se zlepšila možnost seřizování geometrie nápravy. Zadní náprava zůstala víceméně původní, odpružená příčným listovým perem (i pro zadní nápravu bylo vyvinuto pružení spirálovými pružinami, ale zůstalo jen u prototypu). Octavia měla všechna kola nezávisle zavěšená, což jí dávalo na tehdejší dobu vynikající jízdní vlastnosti. Posunutí přední nápravy co nejvíce vpřed navíc přivodilo velmi dobré, téměř rovnoměrné rozložení hmotností na nápravy.
V roce 1960 se objevila nová karosářská varianta – kombi. Vyniká svým vnitřním prostorem s plochou podlahou zavazadelníku a rychle si získává srdce uživatelů.
V následujícím roce prošla Škoda Octavia vzhledovou modernizací, která je nejvíce patrná na zadní části vozu. Víčko nádrže již není vystaveno na odiv a je elegantně zakapotováno dvířky, otevíranými zevnitř vozu a hlavně vůz dostává na zadní blatníky elegantní „křidélka“ nebo též „ploutvičky“, které jsou zakončeny novými kryty světlometů ve tvaru kapky.
Kromě standardní Škody Octavia vznikaly její ostřejší verze. Jsou to Škoda Octavia Super a Škoda Octavia TS (Touring Sport), které jsou charakterizovány zvýšeným výkonem svých motorů.
Vozy Škoda Octavia se staly oblíbenými nejen v zemi svého vzniku (nutno dodat, že v Československu se tehdy ještě nové osobní automobily prodávaly pouze držitelům poukazu, tj. na příděl, například úderníkům), ale i v zahraničí. Na svou dobu se jednalo o levný, spolehlivý a dobře ovladatelný vůz. Verze s karosérií typu tudor se přestala vyrábět v roce 1964 a byla nahrazena novým typem Škoda 1000 MB, vozy s karosérií kombi se ve výrobě udržely až do roku 1971, protože Automobilové závody, n.p. za ně neměly adekvátní náhradu – přes několik nerealizovaných prototypových řad se náhradou Octavie Combi stal až dvacet let poté vůz Škoda Forman.

## Octavia a sport

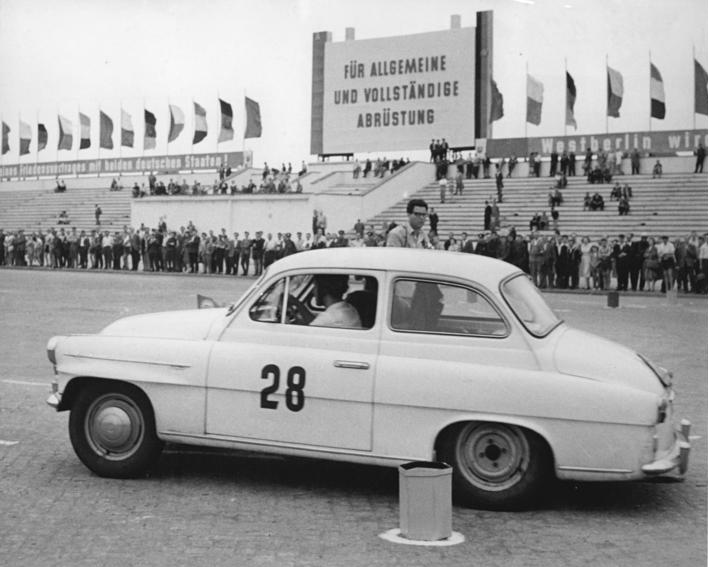
Octavia na I. mezinárodní automobilové rallye Moskva–Praha

Na počátku šedesátých let 20. století se vozy Škoda zúčastňují různých automobilových soutěží, včetně slavné Rallye Monte Carlo. V roce 1961 se v Monaku finská posádka Keinänen–Eklund umístila na 6. místě celkově a 1. místě ve skupině.
V roce 1962 se Rally Monte Carlo zúčastňuje již 16 Octavií s posádkami z osmi zemí. Stejně jako před rokem ve třídě jasně dominuje finský závodník Esko Keinänen a vítězí před čtveřicí vozů Alfa Romeo. V tomto roce nezůstalo jen u úspěchu z Monaka. Skvělý výsledek se udál při sněhové rally ve Finsku, kde Eklund vybojoval s vozem Octavia TS čtvrté místo absolutně a úplně nejlepší výsledek přišel na finské Rallye tisíce jezer, kde opět Esko Keinänen dokázal porazit všechny soupeře vyjma jednoho a celkově si dojel pro stříbro, přičemž jasně opanoval svou třídu.
Ani v roce 1963 nezůstala Octavia bez úspěchu. Do třetice se jí podařilo zvítězit ve své třídě v Monaku. Tentokrát díky norské posádce Gjölberg–Karlan jedoucí s Octavií TS.

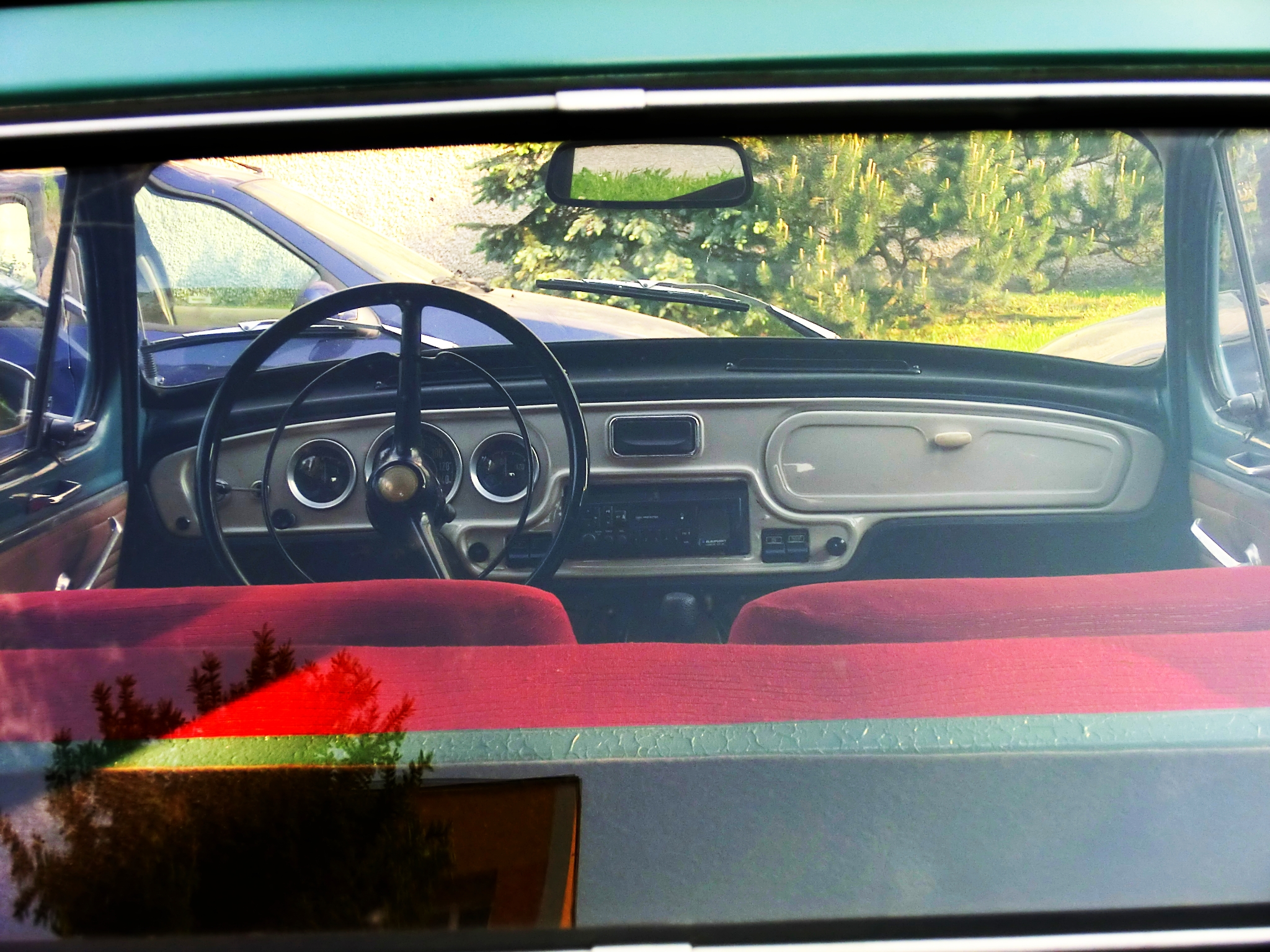
Škoda Octavia Combi – interiér (model 1963)

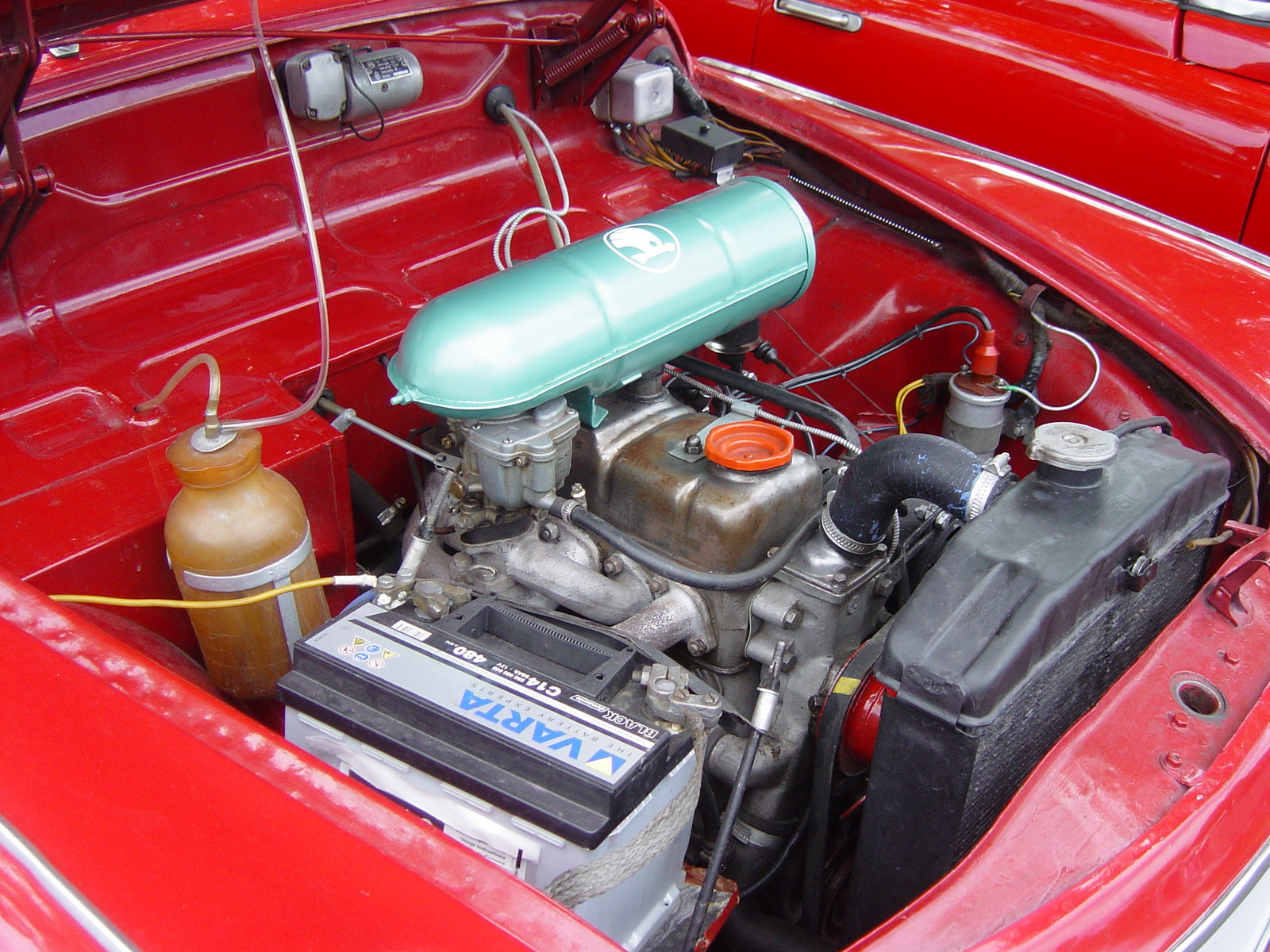
Motor (Škoda Octavia Super)

## Galerie

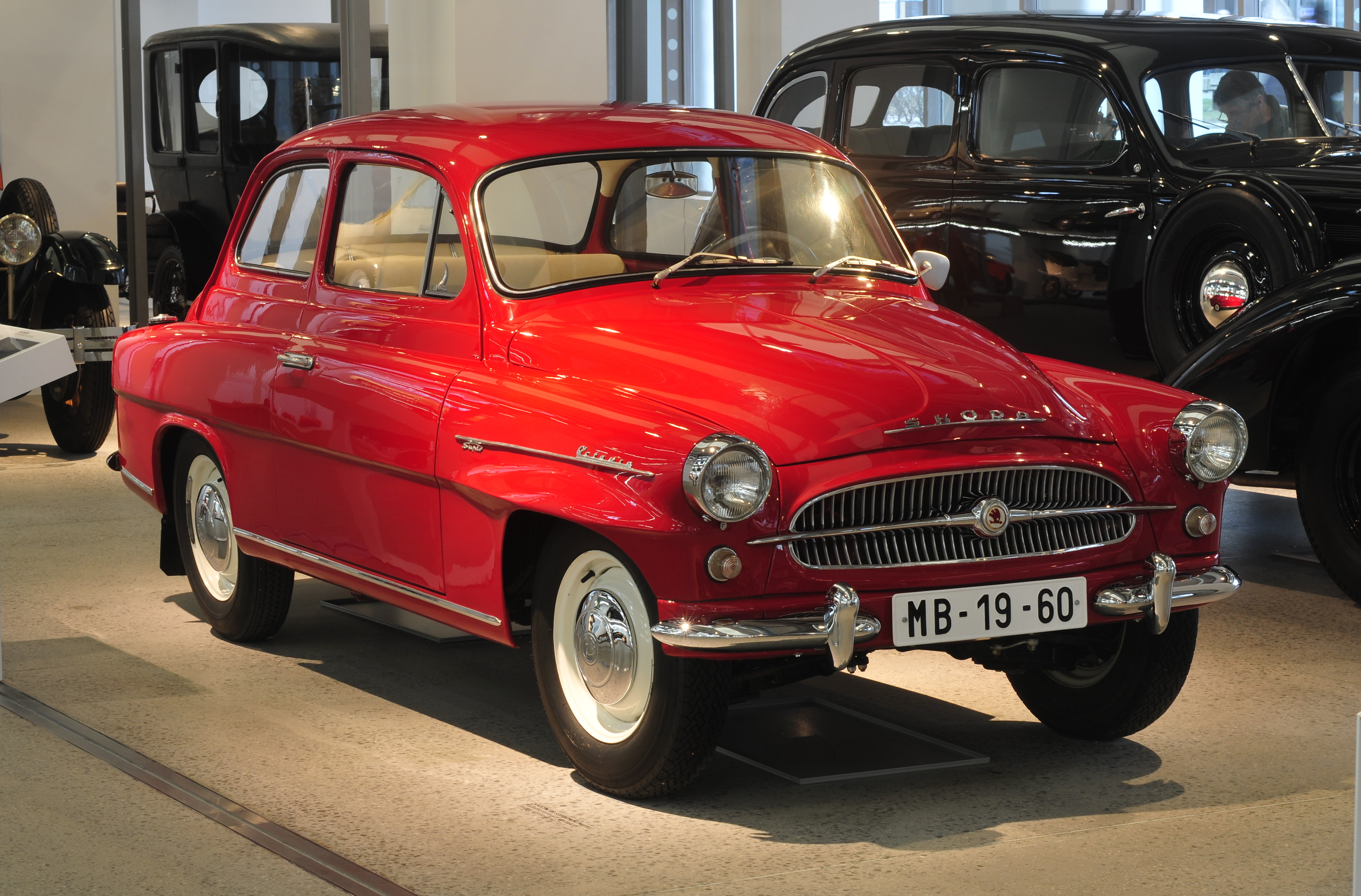
Škoda Octavia Super, model 1959
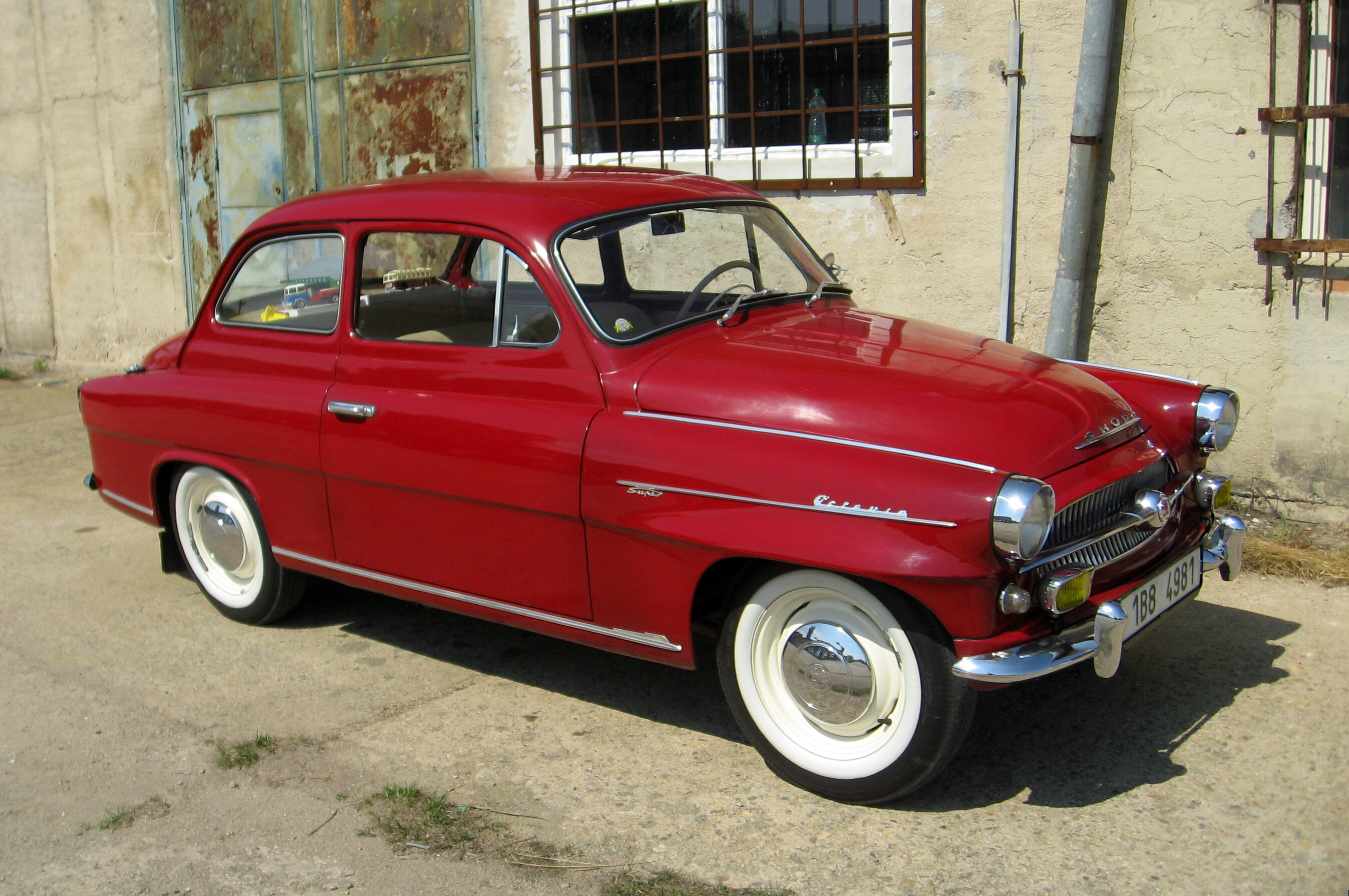
Škoda Octavia Super, model 1959
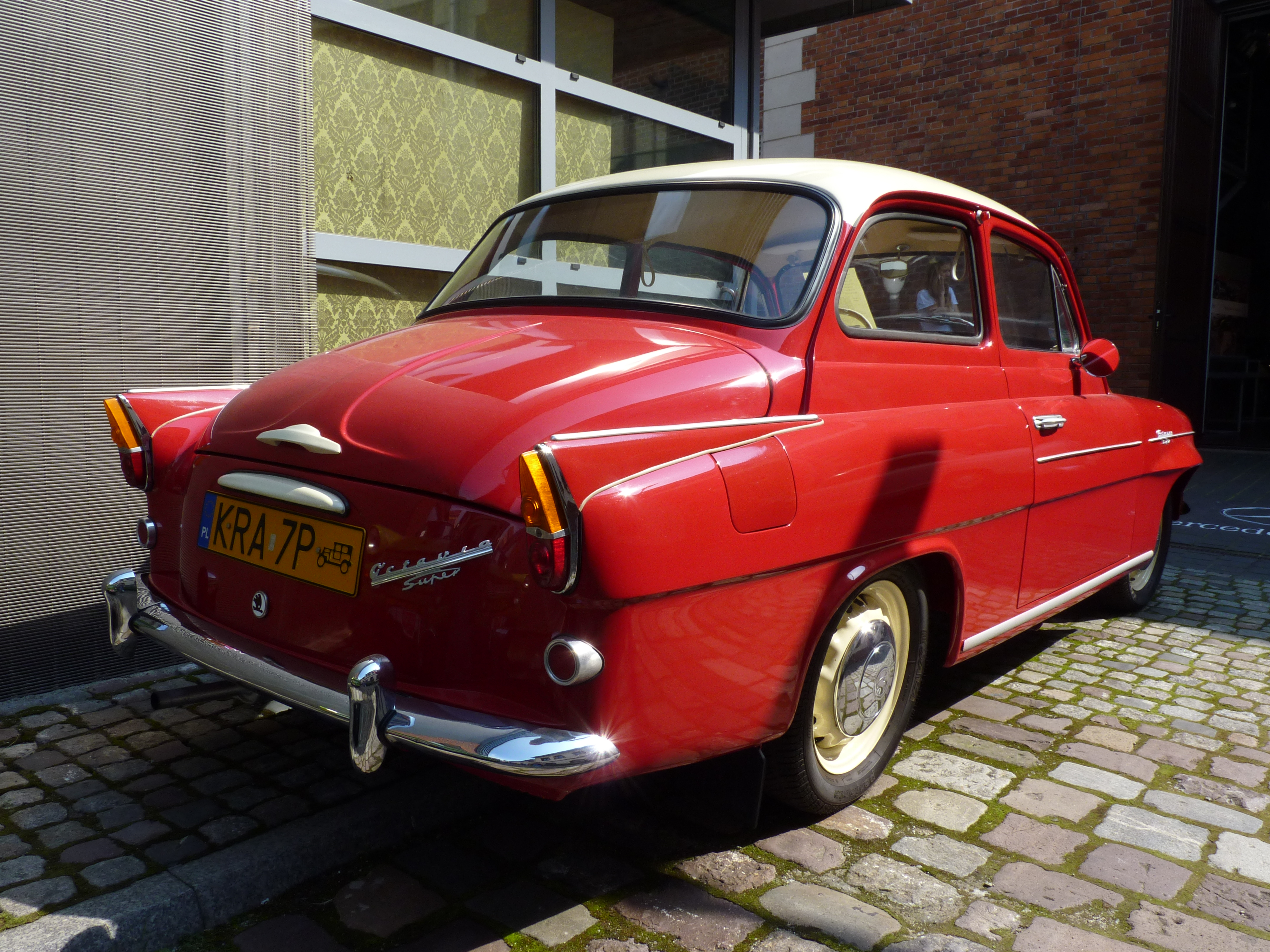
Škoda Octavia Super, model 1963
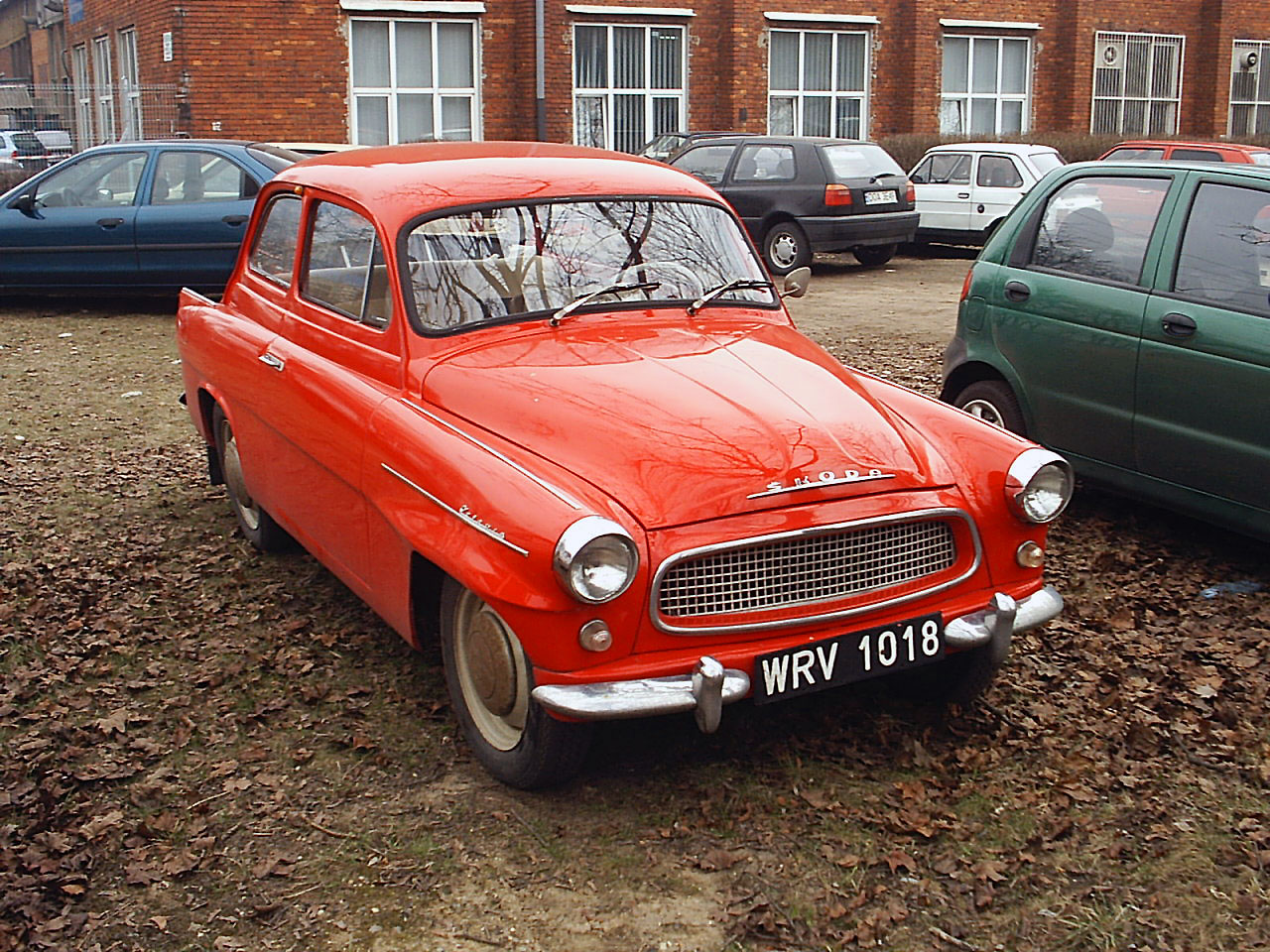
Škoda Octavia, model 1963
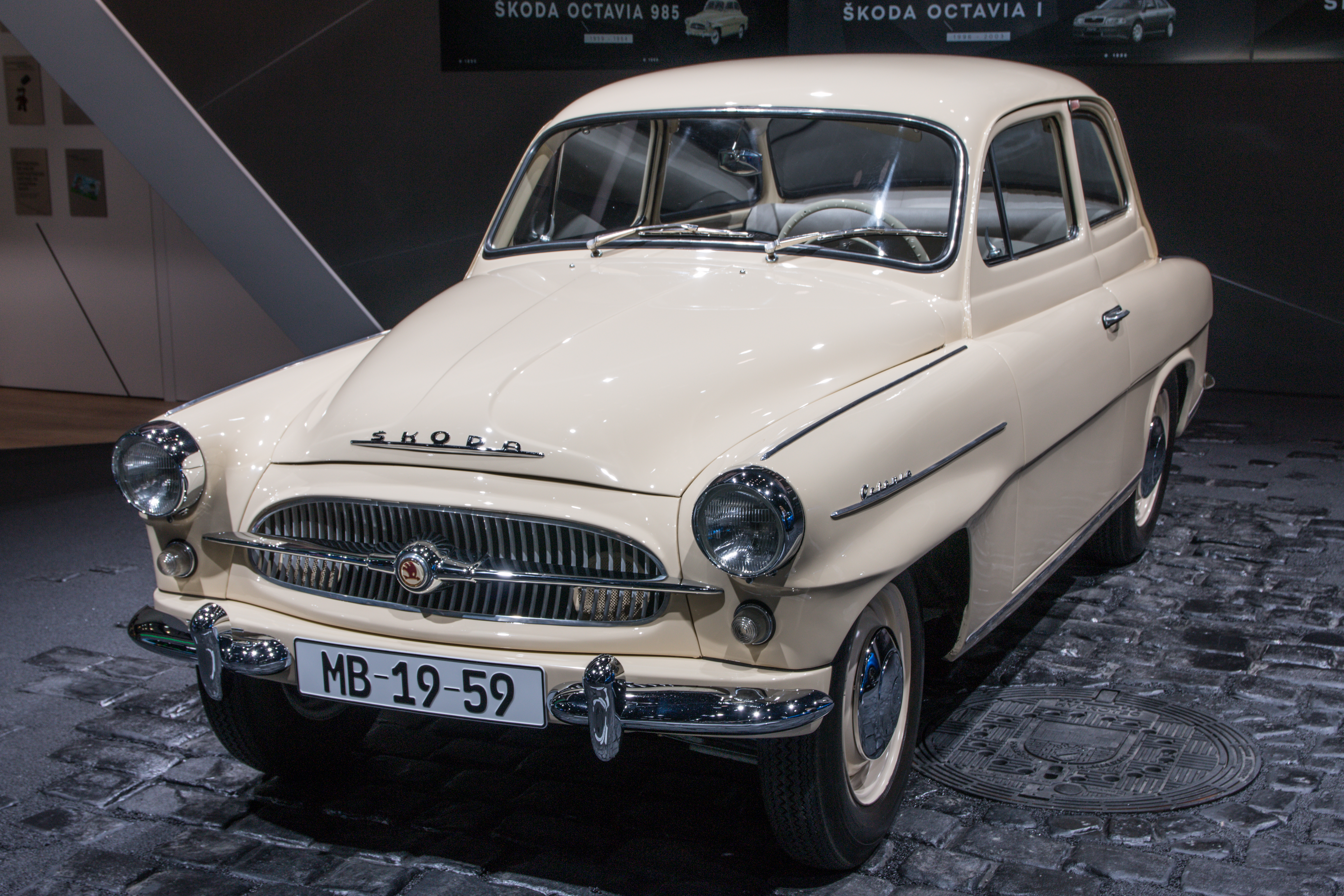
Škoda Octavia, model 1959
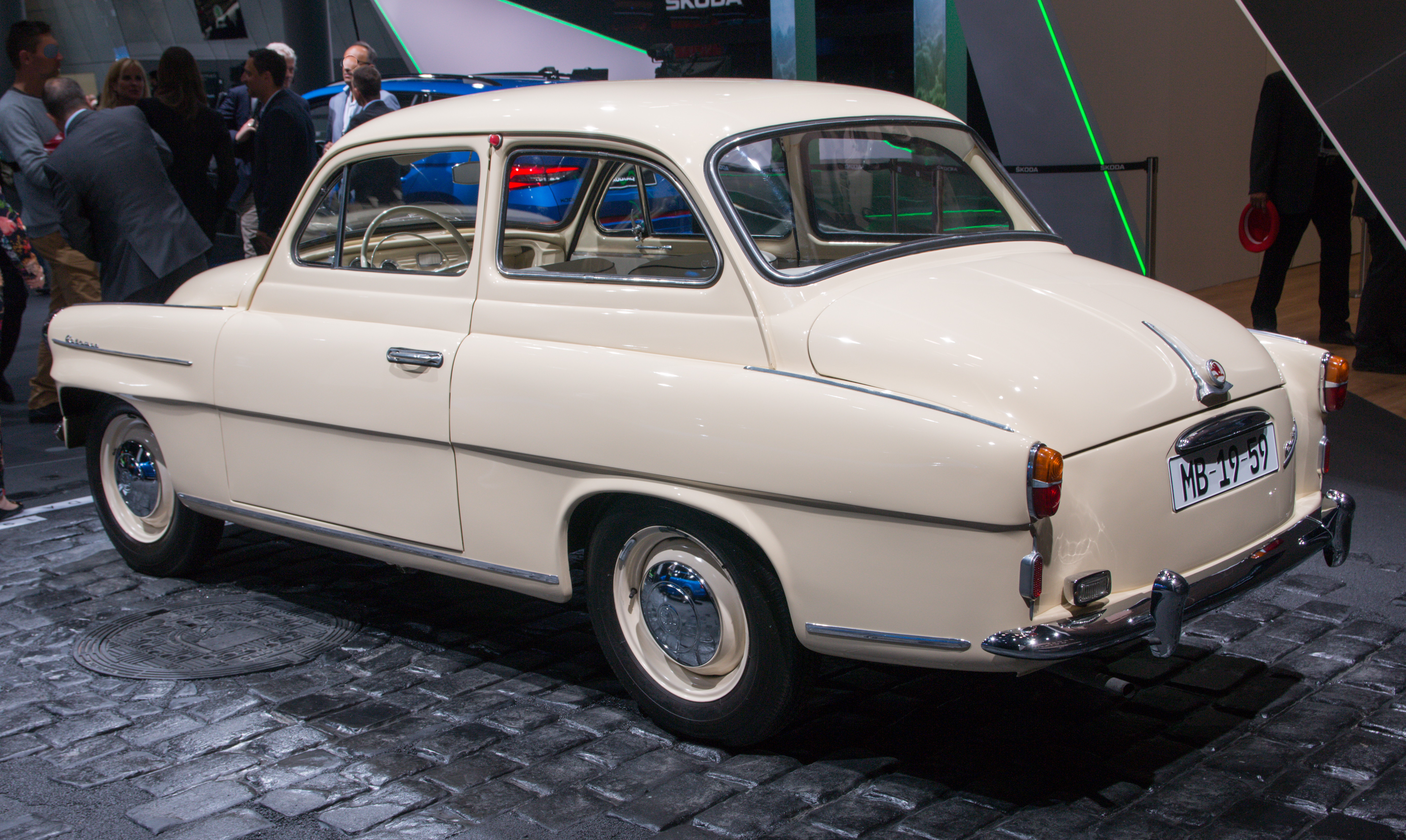
Škoda Octavia, model 1959
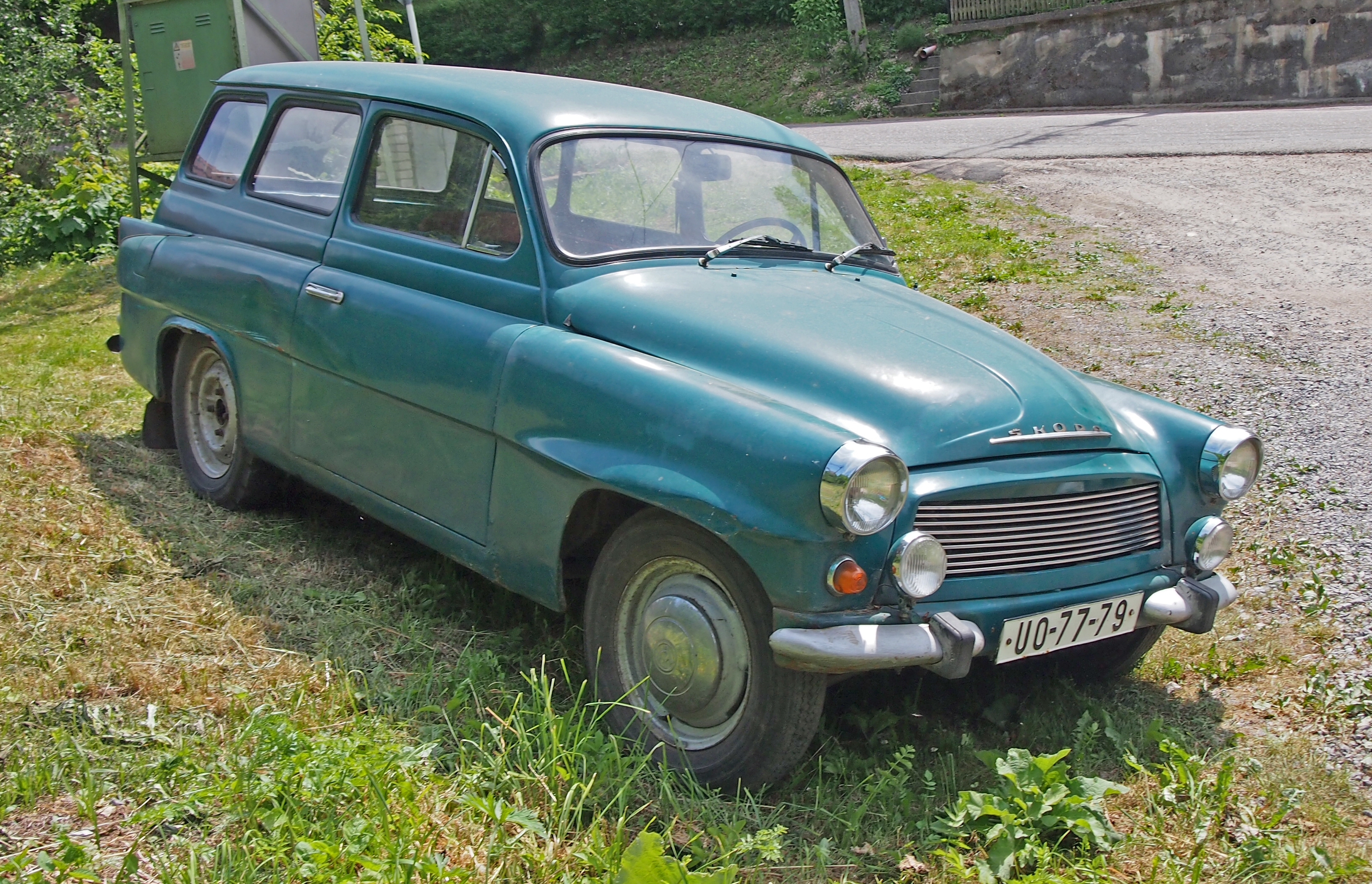
Octavia Combi, model 1968
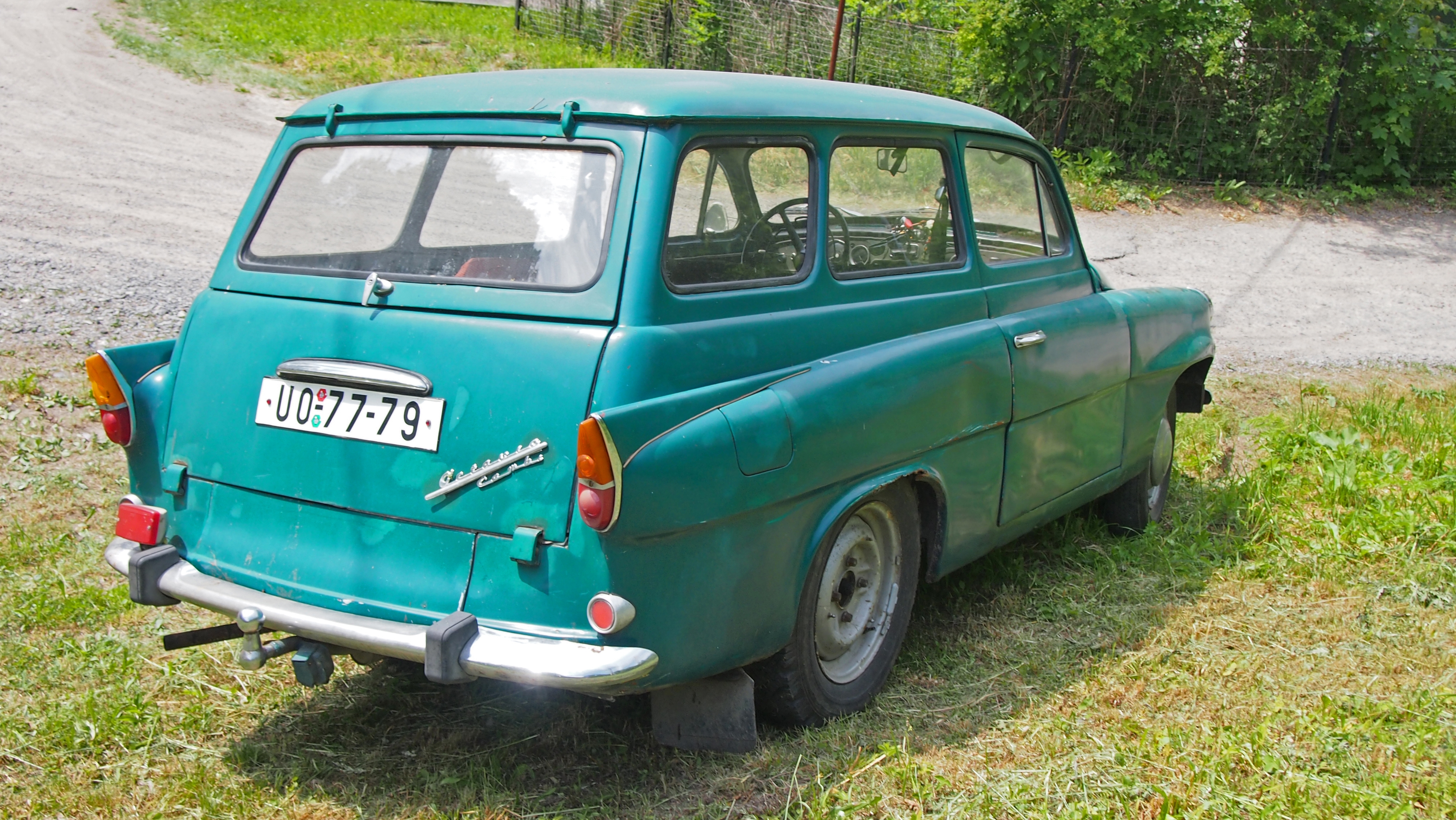
Octavia Combi, model 1968
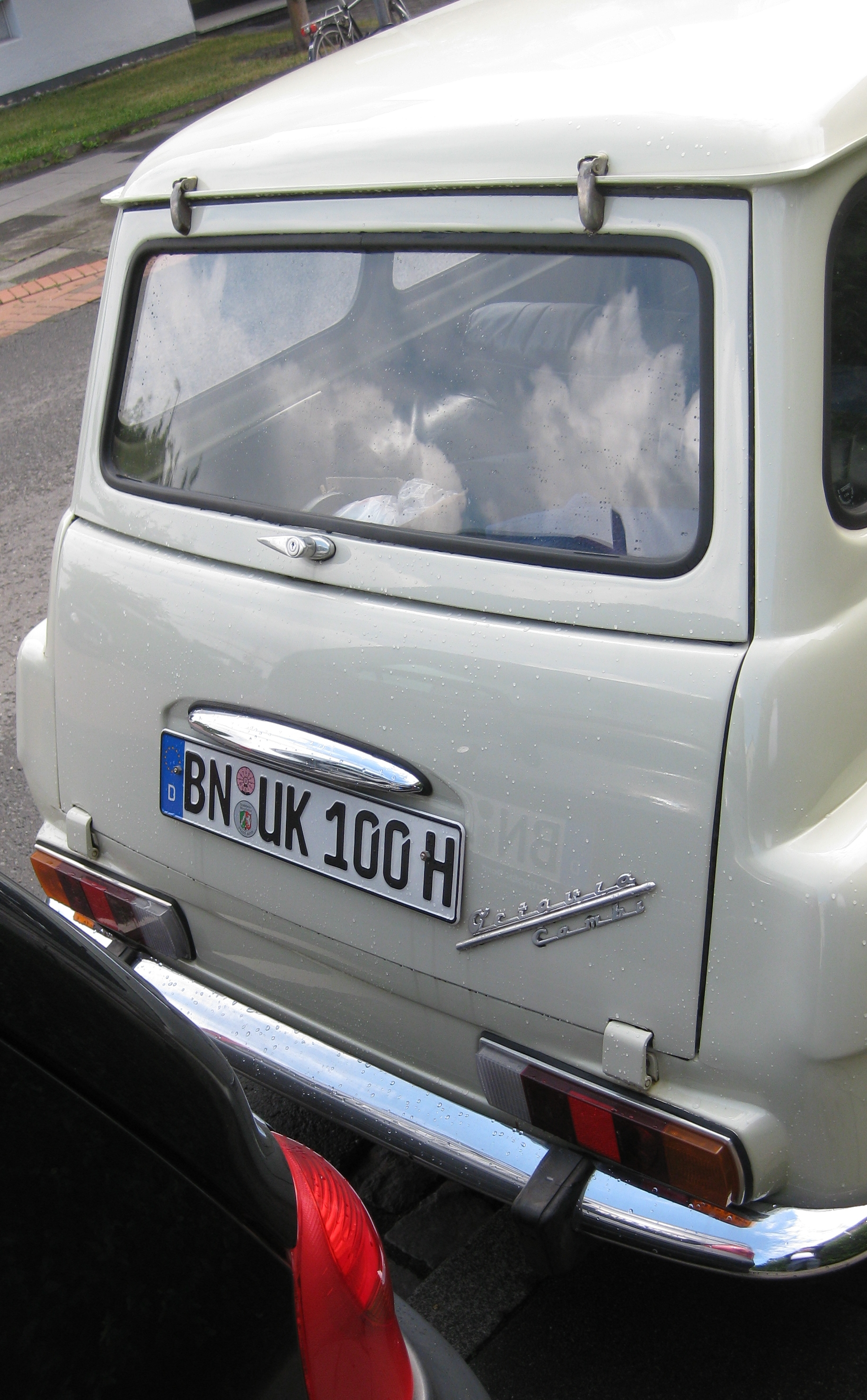
Model 1970 s koncovými světly ze Škody 100
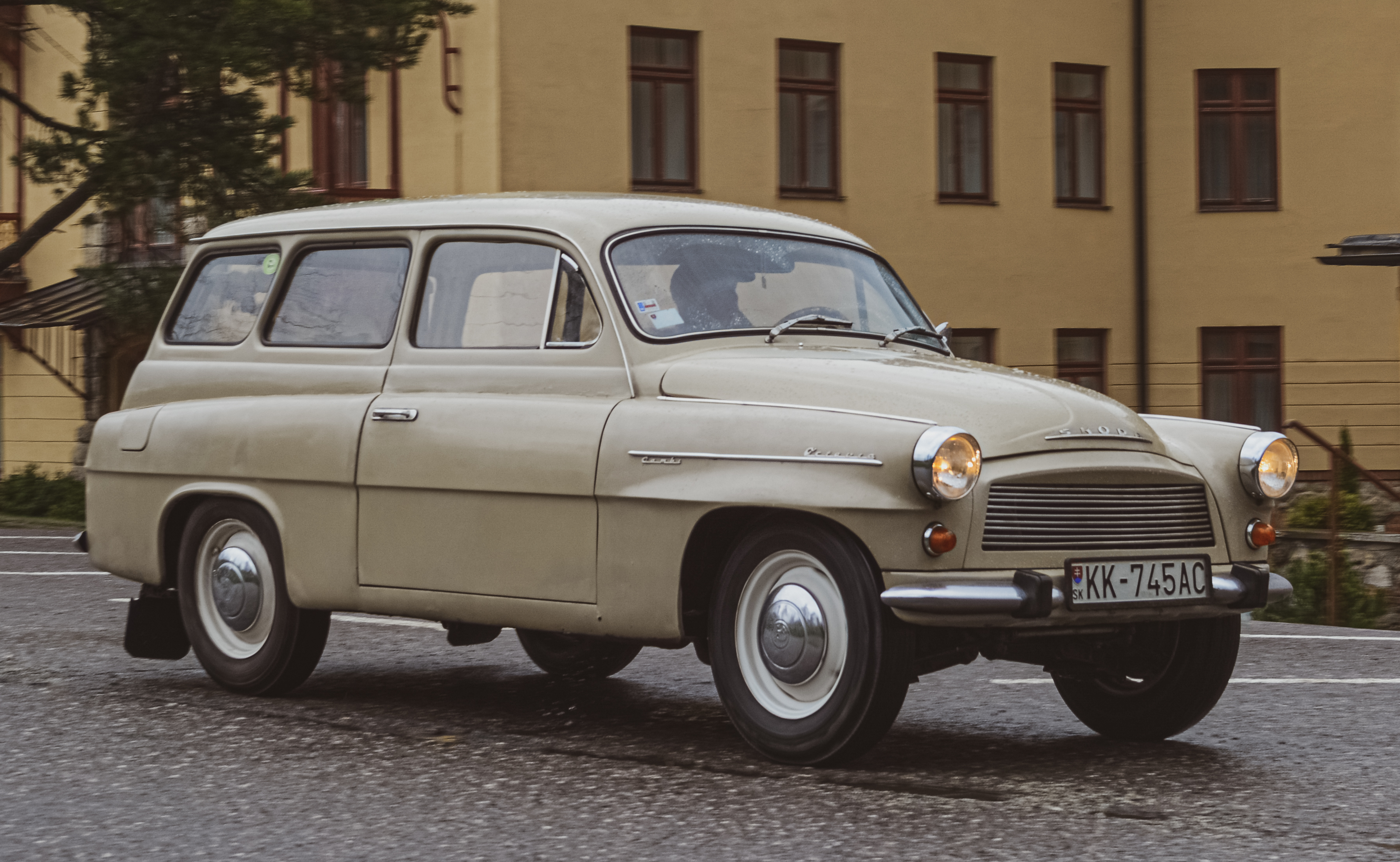
Octavia Combi, model 1970
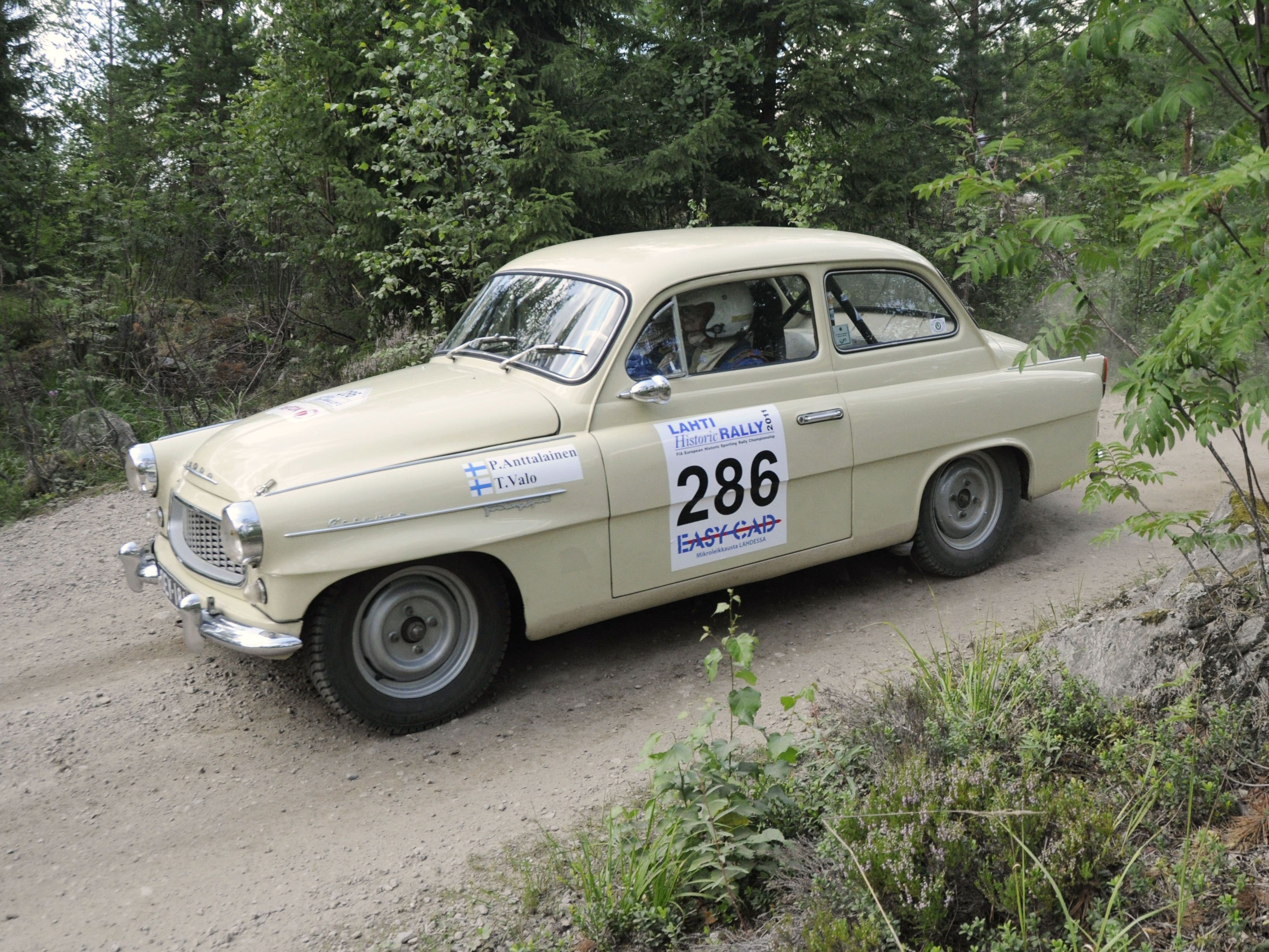
Škoda Octavia Touring Sport
Škoda Octavia (Hankiralli, Finsko, 1960)
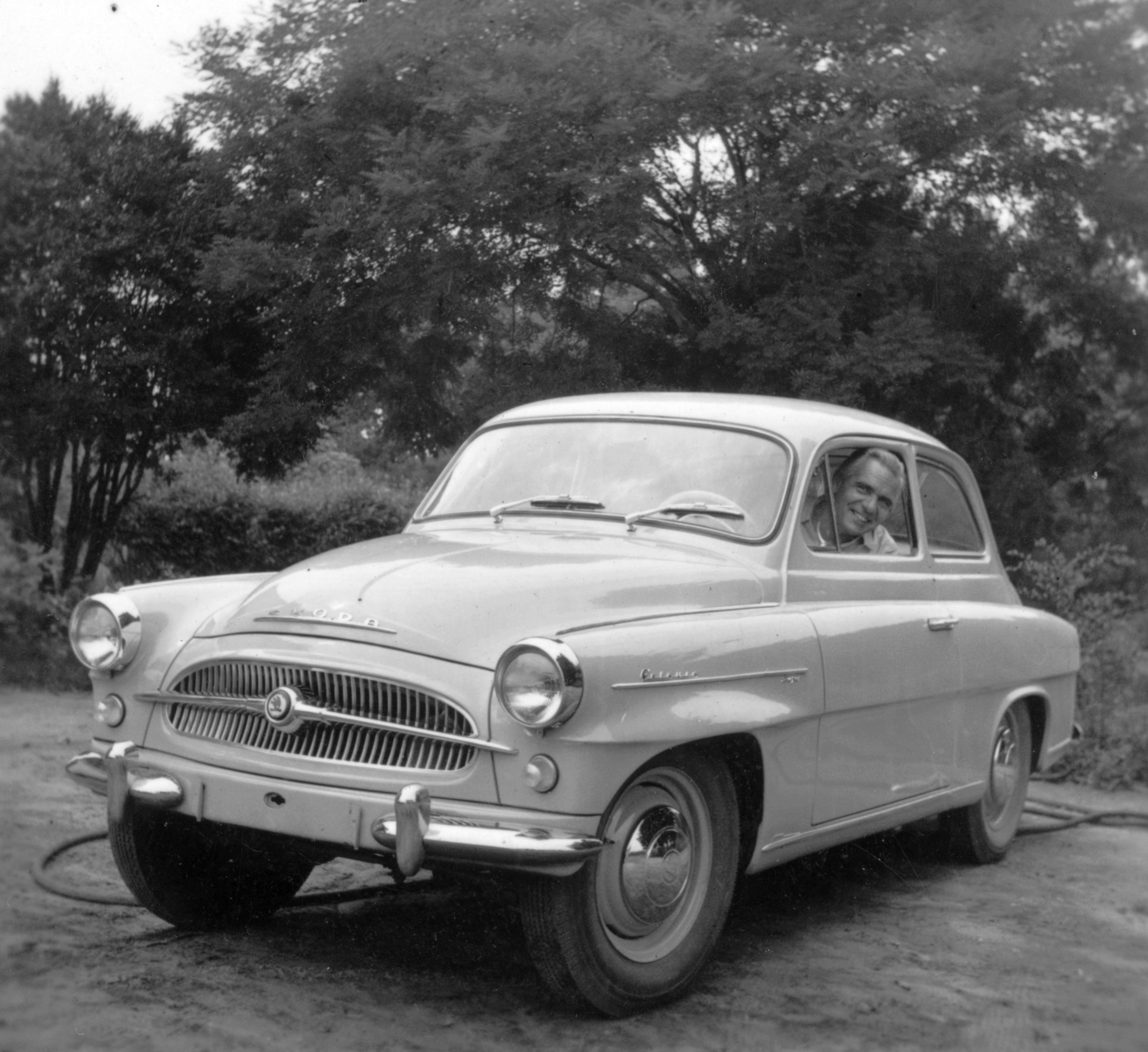
Škoda Octavia (1960)
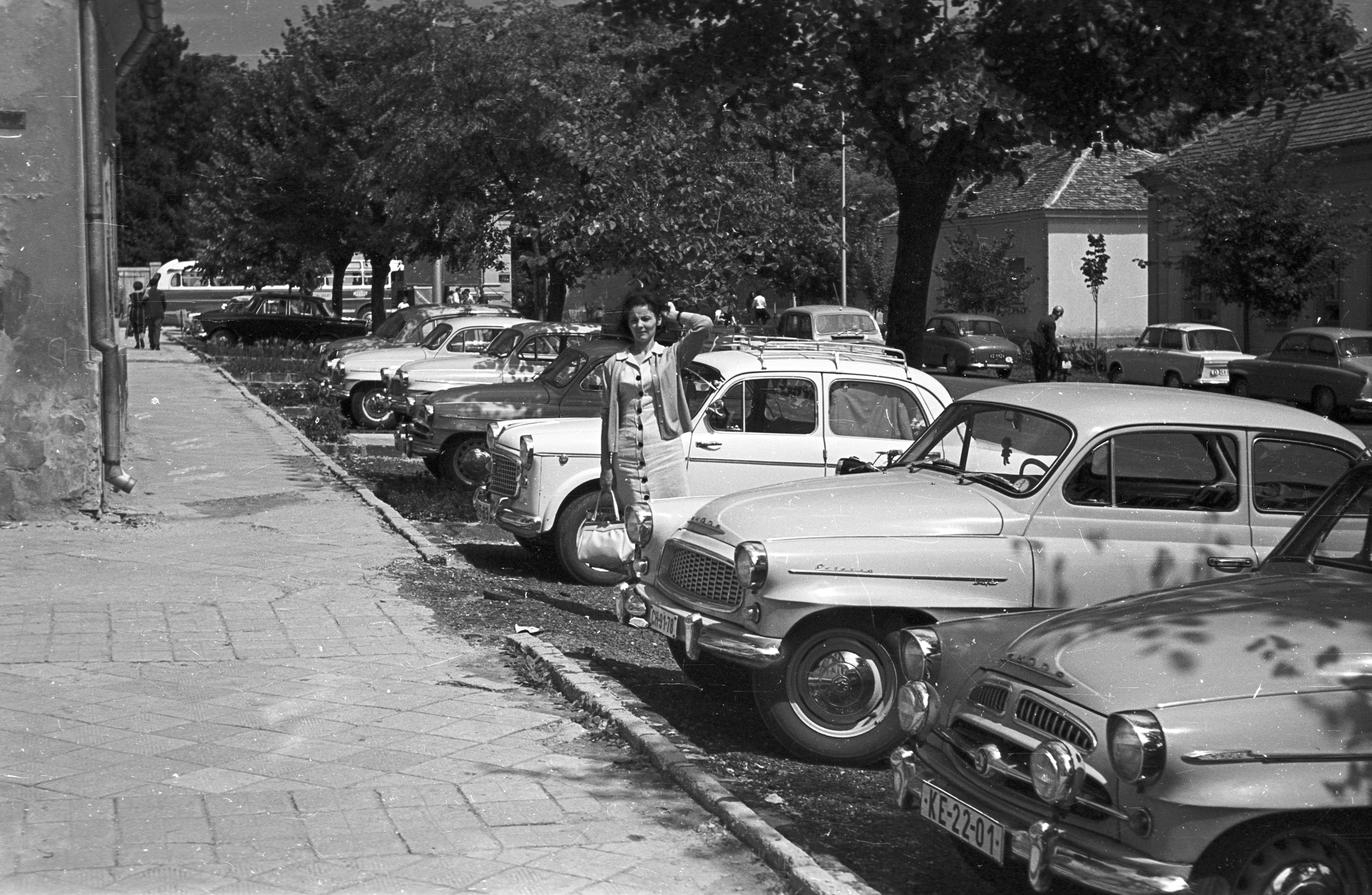
Škoda Octavia a Škoda 440 (Keszthely, Maďarsko, 1965)
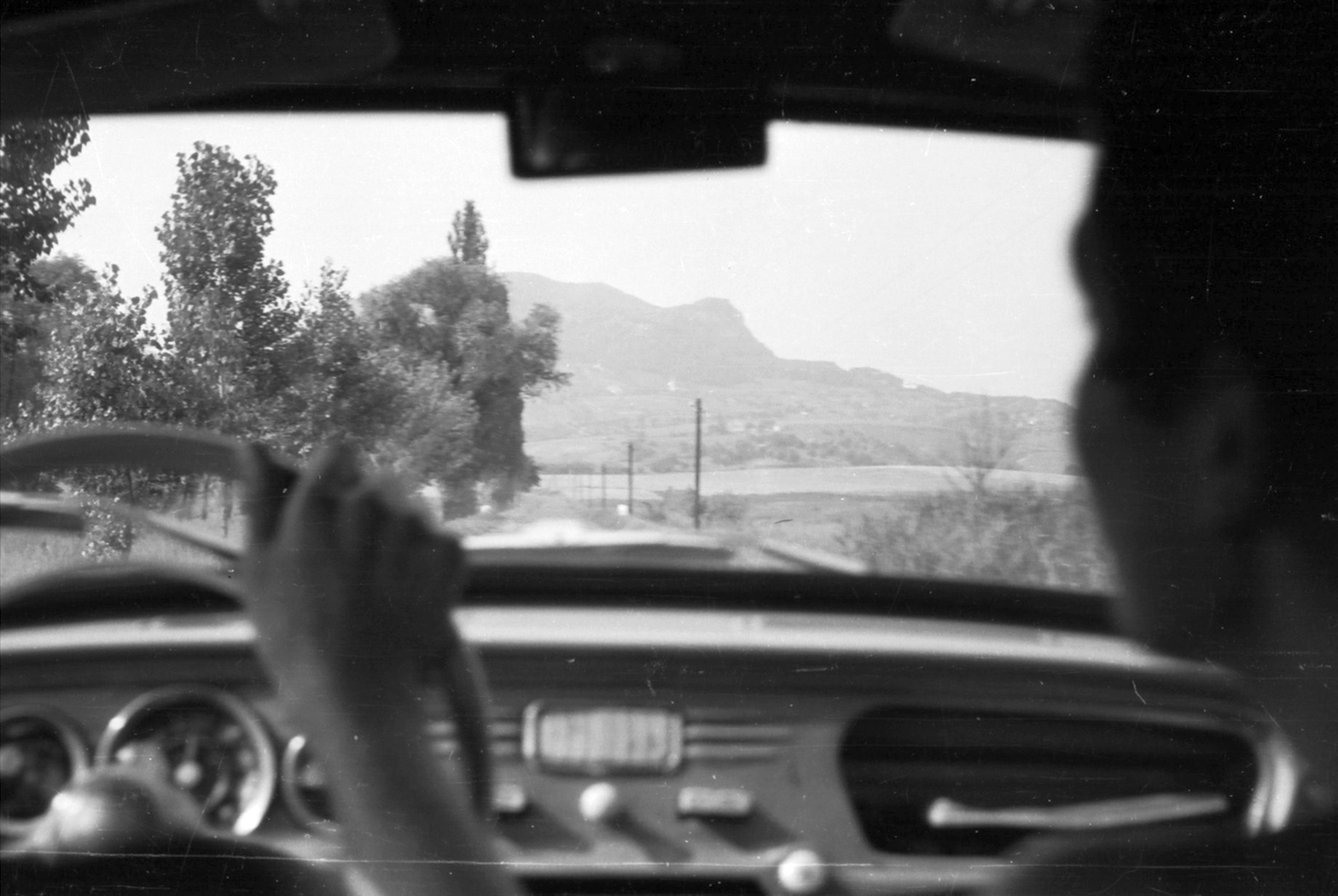
Škoda Octavia – interiér (model 1959)
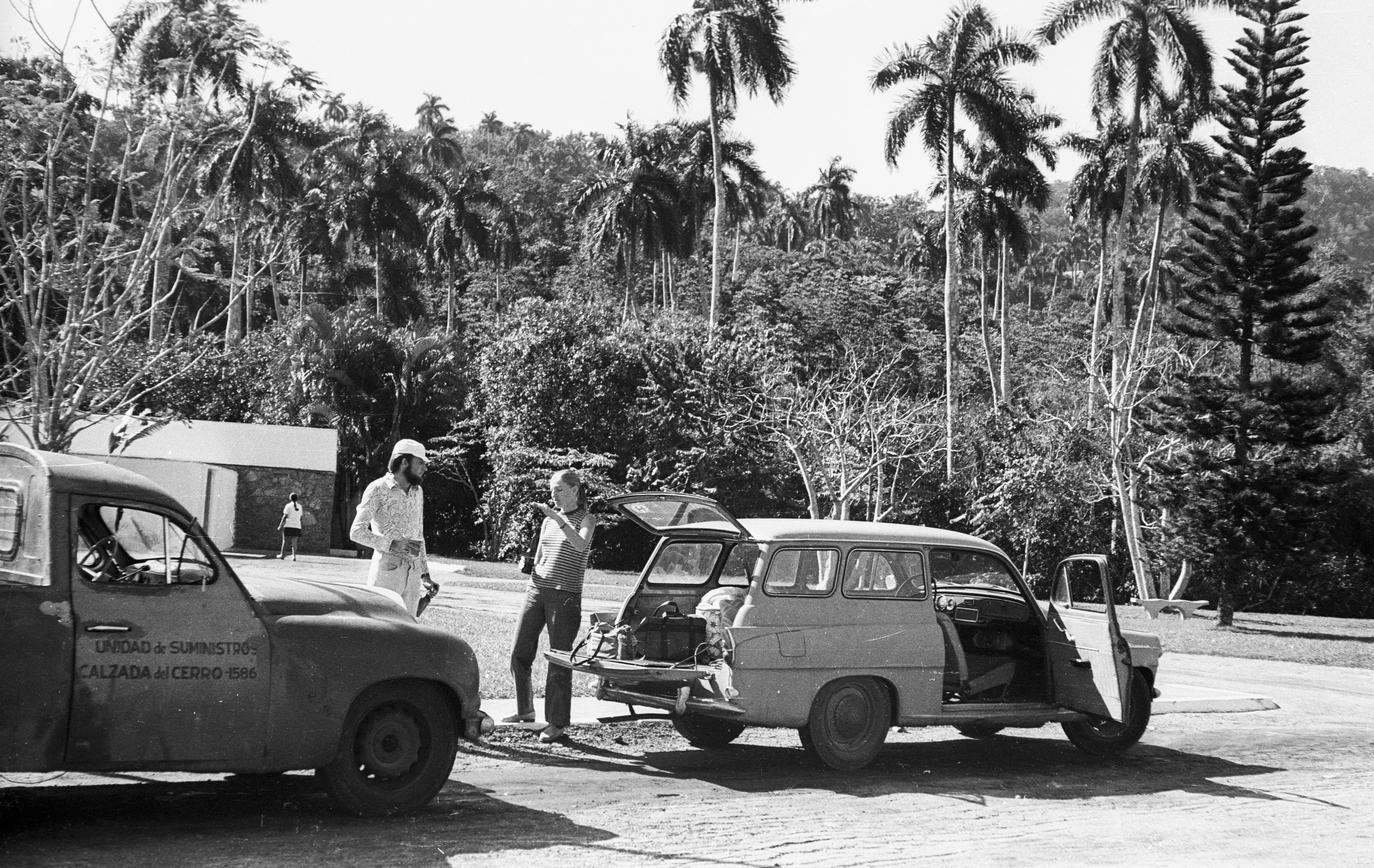
Škoda 1201 pick-up a Octavia Combi (botanická zahrada Soroa, Kuba, 1974)

## Technické údaje

### Motor
Zážehový, kapalinou chlazený, řadový čtyřválec OHV, umístěný podél za přední nápravou. Verze TS (Touring Sport) a TS 1200 měly oproti ostatním verzím dva karburátory Jikov 32 SOPc.

### Tabulka technických dat

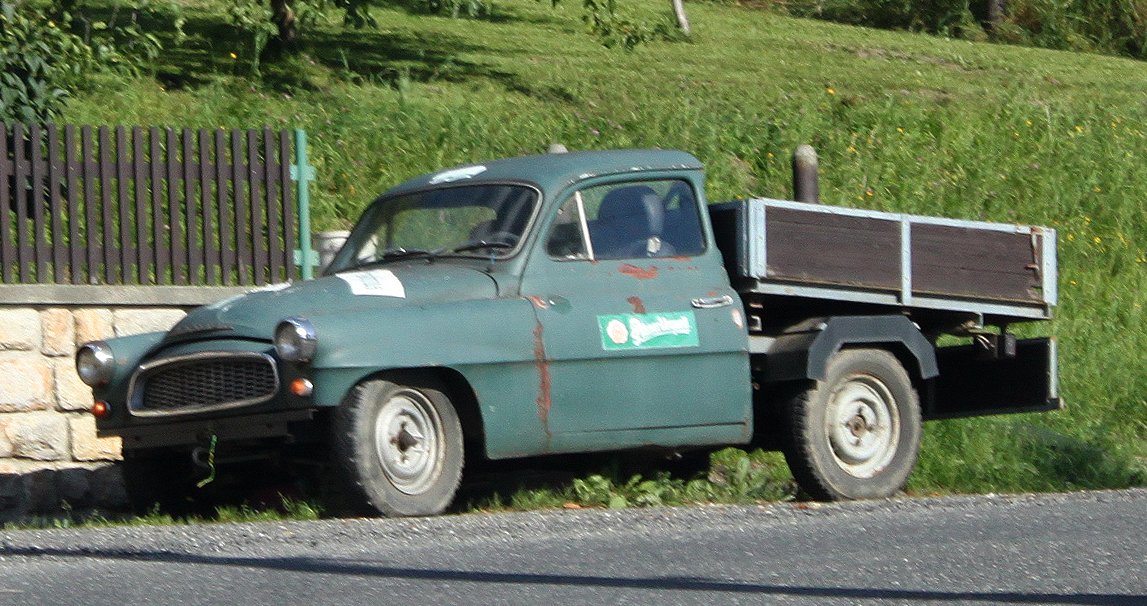
Škoda Octavia Super – verze pick-up (valník), též známá jako Drak

| Model                 | Octavia                                                     | Octavia Super                                             | Octavia TS                  | Octavia TS 1200             | Octavia Combi                                               |
| --------------------- | ----------------------------------------------------------- | --------------------------------------------------------- | --------------------------- | --------------------------- | ----------------------------------------------------------- |
| Roky výroby           | 1959–1964                                                   | 1959–1964                                                 | 1960–1962                   | 1962–1964                   | 1961–1971                                                   |
| Vyrobeno vozů         | 150 042                                                     | 79 489                                                    | 2 273                       | 2 273                       | 54 086 (50 240)                                             |
| Zdvihový objem        | 1 089 cm³                                                   | 1 221 cm³                                                 | 1 089 cm³                   | 1 221 cm³                   | 1 221 cm³                                                   |
| Výkon (SAE)           | 29,4 kW při 4200 ot./min 30,9 kW při 4500 ot./min (od 1961) | 33 kW při 4200 ot./min 34,5 kW při 4500 ot./min (od 1961) | 36,8 kW při 5500 ot./min    | 40,4 kW při 5100 ot./min    | 34,6 kW při 4500 ot./min 37,5 kW při 4500 ot./min (od 1969) |
| Spotřeba paliva       | 7,7 l /100 km                                               | 7,5–8 l /100 km                                           | 9 l /100 km                 | 9,5 l /100 km               | 8,6 l /100 km                                               |
| Nejvyšší rychlost     | 110 km/h 115 km/h (od 1961)                                 | 115 km/h 118 km/h (od 1961)                               | 128 km/h                    | 130–135 km/h                | 110–120 km/h                                                |
| Rozměry               |                                                             |                                                           |                             |                             |                                                             |
| Pohotovostní hmotnost | 920 kg                                                      | 920 kg                                                    | 920–930 kg                  | 920–930 kg                  | 940–965 kg                                                  |
| Celková hmotnost      | 1270 kg                                                     | 1270 kg                                                   | 1270–1280 kg                | 1270–1280 kg                | 1340–1360 kg                                                |
| Délka                 | 4065 mm                                                     | 4065 mm                                                   | 4065 mm                     | 4065 mm                     | 4020 mm                                                     |
| Výška                 | 1430 mm                                                     | 1430 mm                                                   | 1430 mm                     | 1430 mm                     | 1430 mm                                                     |
| Šířka                 | 1600 mm                                                     | 1600 mm                                                   | 1600 mm                     | 1600 mm                     | 1600 mm                                                     |
| Rozvor                | 2390 mm                                                     | 2390 mm                                                   | 2390 mm                     | 2390 mm                     | 2390 mm                                                     |
| Rozchod               | 1200/1250 mm (vpředu/vzadu)                                 | 1200/1250 mm (vpředu/vzadu)                               | 1200/1250 mm (vpředu/vzadu) | 1200/1250 mm (vpředu/vzadu) | 1200/1250 mm (vpředu/vzadu)                                 |
| Pneumatiky            | 5,50×15 (5,90×15)                                           | 5,50×15 (5,90×15)                                         | 5,50×15 (5,90×15)           | 5,90×15                     | 5,90×15                                                     |